# Římskokatolická farnost Javorná na Šumavě
Římskokatolická farnost Javorná na Šumavě je zaniklým územním společenstvím římských katolíků v rámci sušicko-nepomuckého vikariátu českobudějovické diecéze. Farnost zanikla k 31. prosinci 2019, její území je od 1. ledna 2020 součástí farnosti Čachrov, která je administrována ex currendo z Velhartic.

## O farnosti

### Historie
Do roku 1722 bylo území Javorné přifařeno dílem k Veharticím a dílem k Čachrovu, než ve zmíněném roce vznikla v Javorné lokální duchovní správa a začaly být vedeny matriční knihy. V roce 1747 byla Javorná povýšena na samostatnou farnost. Kostel svaté Anny vznikl přestavbou a rozšířením původní kaple. V letech 1940–1945 farnost byla nuceně spravována z Pasovské diecéze. Po druhé světové válce byla navrácena českobudějovické diecézi.

### Současnost
| Kostel            | Místo   | Bohoslužba             | Bohoslužba             | Poznámka                      |
| ----------------- | ------- | ---------------------- | ---------------------- | ----------------------------- |
| Kostel svaté Anny | Javorná | neslouží se pravidelně | neslouží se pravidelně | filiální, bývalý farní kostel |